# لورنا هودجكينسون
لورنا هودجكينسون (بالإنجليزية: Lorna Myrtle Hodgkinson)‏ هي مربية أسترالية، ولدت في 13 مايو 1887 في South Yarra ‏ في أستراليا، وتوفيت في 1951 في Gore Hill, New South Wales ‏ في أستراليا.